# (20522) Yogeshwar
(20522) Yogeshwar est un astéroïde de la ceinture principale d'astéroïdes.

## Description
(20522) Yogeshwar est un astéroïde de la ceinture principale d'astéroïdes. Il fut découvert le 13 septembre 1999 à Drebach par André Knöfel. Il présente une orbite caractérisée par un demi-grand axe de 2,43 UA, une excentricité de 0,03 et une inclinaison de 11,6° par rapport à l'écliptique.

## Compléments